# Ханс Цулигер
Ханс Цулигер (на немски: Hans Zulliger) е швейцарски учител, детски психоаналитик и писател. От 1912 до 1959 г. е учител в основно училище в Итиген, Швейцария.
Цулигер е запомнен с пионерската си работа върху прилагането на психоаналитичните практики в образованието на ученици, най-вече от провинциални, от работническата класа и в неравностойно положение. Той се запознава с модерното психиатрично мислене от педагога Ернст Шнайдер (1878 – 1957) в академията за учители Бърн-Хофвил. Цулигер ентусиазирано изучава работите на Зигмунд Фройд и Алфред Адлер и преминава обучителна анализа при швейцарския теолог Оскар Пфистер. По-късно Фройд се заинтересува от работата на Цулигер и го посещава два пъти в Швейцария.
След Втората световна война работата на Цулигер допринася за подновяването на психоаналитичното обучение в Европа. Цулигер още се смята за развитието на Tafeln-Z-Test, който е аналогичен на по-известния тест на Роршах.

## Трудове
На български език
- Трудновъзпитаеми ученици Приносъ къмъ теорията и практиката на психоаналитичната педагогика – книга за психолози, педагози, лекари, учители, родители и работници за училищно здравеопазване, Медико-Педагогическа библиотека № 8, София, 1944